# Salvador Gamero
Salvador Gamero Terán es un futbolista mexicano retirado que jugaba en la posición de delantero. Jugó para el Club Deportivo Guadalajara toda su carrera.
Surgió de las fuerzas básicas del Club Deportivo Guadalajara donde permaneció durante 13 años. Fue campeón infantil en 1963, subcampeón infantil en 1964, campeón goleador en ambos años y destacó en el campeonato nacional de 1966. Para 1969 pasa al equipo de reservas.
Debutó el 24 de enero de 1971 ante el Deportivo Toluca, partido donde saldría lesionado al minuto 65. Esta lesión le trajo problemas y no pudo volver a jugar con regularidad después de esto.
Desde la década de los 1980 fungió como técnico en las fuerzas básicas del Guadalajara. En 1989 fue auxiliar de Raúl Willy Gómez en el equipo Chivas Zapopan.
En 2014 y 2015 fue auxiliar técnico en la Selección de fútbol sub-15 de México, y también ha actuado como técnico en fuerzas básicas de equipos como Tigres de la UANL.